# Grande-Bretagne aux Jeux olympiques de la jeunesse d'hiver de 2012
La Grande-Bretagne a participé aux Jeux olympiques de la jeunesse d'hiver de 2012 à Innsbruck en Autriche du 13 au 22 janvier 2012. L'équipe britannique était composée de 24 athlètes dans 10 sports différents.

## Médaillés
| Médaille | Nom                         | Sport     | Épreuve           | Date       |
| -------- | --------------------------- | --------- | ----------------- | ---------- |
| Argent   | Mica McNeill Jazmin Sawyers | Bobsleigh | Bob à deux femmes | 22 janvier |

## Résultats

### Ski alpin
Hommes
| Athlète        | Épreuve      | Finale          | Finale          | Finale          | Finale          |
| Athlète        | Épreuve      | Manche 1        | Manche 2        | Total           | Rang            |
| -------------- | ------------ | --------------- | --------------- | --------------- | --------------- |
| Paul Henderson | Slalom       | N'a pas terminé | N'a pas terminé | N'a pas terminé | N'a pas terminé |
| Paul Henderson | Slalom géant | N'a pas terminé | N'a pas terminé | N'a pas terminé | N'a pas terminé |
| Paul Henderson | Super-G      |                 |                 | 1 min 06 s 97   | 17              |
| Paul Henderson | Combiné      | 1 min 05 s 89   | N'a pas terminé | N'a pas terminé | N'a pas terminé |

Femmes
| Athlète         | Épreuve      | Finale           | Finale           | Finale           | Finale           |
| Athlète         | Épreuve      | Manche 1         | Manche 2         | Total            | Rang             |
| --------------- | ------------ | ---------------- | ---------------- | ---------------- | ---------------- |
| Rachelle Rogers | Slalom       | N'a pas terminée | N'a pas terminée | N'a pas terminée | N'a pas terminée |
| Rachelle Rogers | Slalom géant | 1 min 03 s 61    | N'a pas terminée | N'a pas terminée | N'a pas terminée |
| Rachelle Rogers | Super-G      |                  |                  | 1 min 11 s 05    | 24               |
| Rachelle Rogers | Combiné      | N'a pas terminée | N'a pas terminée | N'a pas terminée | N'a pas terminée |

### Biathlon
Hommes
| Athlète      | Épreuve   | Finale        | Finale  | Finale |
| Athlète      | Épreuve   | Temps         | Manqués | Rang   |
| ------------ | --------- | ------------- | ------- | ------ |
| Calum Irvine | Sprint    | 22 min 28 s 5 | 5       | 35     |
| Calum Irvine | Poursuite | 33 min 33 s 1 | 6       | 29     |

### Bobsleigh
Hommes
| Athlète                      | Épreuve           | Finale   | Finale   | Finale        | Finale |
| Athlète                      | Épreuve           | Manche 1 | Manche 2 | Total         | Rang   |
| ---------------------------- | ----------------- | -------- | -------- | ------------- | ------ |
| Olly Biddulph James Lelliott | Bob à deux hommes | 54 s 87  | 54 s 54  | 1 min 49 s 41 | 5      |

Femmes
| Athlète                      | Épreuve           | Finale   | Finale   | Finale        | Finale |
| Athlète                      | Épreuve           | Manche 1 | Manche 2 | Total         | Rang   |
| ---------------------------- | ----------------- | -------- | -------- | ------------- | ------ |
| Mica McNeill Jazmin Sawyers  | Bob à deux femmes | 56 s 29  | 55 s 66  | 1 min 51 s 95 | 2      |
| Kirsten Emery Frances Slater | Bob à deux femmes | 56 s 42  | 55 s 92  | 1 min 52 s 34 | 4      |

### Ski de fond
Hommes
| Athlète     | Épreuve      | Finale        | Finale |
| Athlète     | Épreuve      | Temps         | Rang   |
| ----------- | ------------ | ------------- | ------ |
| Scott Dixon | 10 km hommes | 35 min 02 s 2 | 37     |

Femmes
| Athlète    | Épreuve     | Finale        | Finale |
| Athlète    | Épreuve     | Temps         | Rang   |
| ---------- | ----------- | ------------- | ------ |
| Sarah Hale | 5 km femmes | 17 min 44 s 0 | 32     |

Sprint
| Athlète     | Épreuve       | Qualification | Qualification | Quart de finale | Quart de finale | Demi-finale   | Demi-finale   | Finale        | Finale        |
| Athlète     | Épreuve       | Total         | Rang          | Total           | Rang            | Total         | Rang          | Total         | Rang          |
| ----------- | ------------- | ------------- | ------------- | --------------- | --------------- | ------------- | ------------- | ------------- | ------------- |
| Scott Dixon | Sprint hommes | 1 min 52 s 40 | 33            | Non qualifié    | Non qualifié    | Non qualifié  | Non qualifié  | Non qualifié  | Non qualifié  |
| Sarah Hale  | Sprint femmes | 2 min 06 s 66 | 25 Q          | 2 min 06 s 0    | 3               | Non qualifiée | Non qualifiée | Non qualifiée | Non qualifiée |

### Curling
Hommes
- Skip: Duncan Menzies
- Second: Thomas Muirhead

Femmes
- Third: Angharad Ward
- Lead: Rachel Hannen

### Mixed équipe
| Groupe rouge    | Skip              | V | D |
| --------------- | ----------------- | - | - |
| Suède           | Rasmus Wranå      | 6 | 1 |
| Canada          | Thomas Scoffin    | 5 | 2 |
| Japon           | Shingo Usui       | 4 | 3 |
| Italie          | Amos Mosaner      | 4 | 3 |
| Grande-Bretagne | Duncan Menzies    | 3 | 4 |
| Russie          | Mikhail Vaskov    | 3 | 4 |
| Autriche        | Mathias Genner    | 2 | 5 |
| Allemagne       | Daniel Rothballer | 1 | 6 |

#### Résultats du tour principal
| B                         | 1 | 2 | 3 | 4 | 5 | 6 | 7 | 8 | 9 | 10 | Total |
| ------------------------- | - | - | - | - | - | - | - | - | - | -- | ----- |
| Grande-Bretagne (Menzies) | 1 | 2 | 1 | 1 | 4 | 0 | X | X |   |    | 9     |
| Autriche (Genner) X       | 0 | 0 | 0 | 0 | 0 | 1 | X | X |   |    | 1     |

| C                         | 1 | 2 | 3 | 4 | 5 | 6 | 7 | 8 | 9 | 10 | Total |
| ------------------------- | - | - | - | - | - | - | - | - | - | -- | ----- |
| Suède (Wranå) X           | 4 | 0 | 0 | 0 | 0 | 1 | 0 | 1 |   |    | 6     |
| Grande-Bretagne (Menzies) | 0 | 1 | 1 | 0 | 0 | 0 | 2 | 0 |   |    | 4     |

| A                         | 1 | 2 | 3 | 4 | 5 | 6 | 7 | 8 | 9 | 10 | Total |
| ------------------------- | - | - | - | - | - | - | - | - | - | -- | ----- |
| Grande-Bretagne (Menzies) | 0 | 0 | 2 | 0 | 1 | 0 | 0 | 1 | 0 |    | 4     |
| Allemagne (Rothballer) X  | 0 | 1 | 0 | 1 | 0 | 2 | 0 | 0 | 1 |    | 5     |

| D                         | 1 | 2 | 3 | 4 | 5 | 6 | 7 | 8 | 9 | 10 | Total |
| ------------------------- | - | - | - | - | - | - | - | - | - | -- | ----- |
| Canada (Scoffin) X        | 1 | 2 | 0 | 4 | 0 | 1 | X | X |   |    | 8     |
| Grande-Bretagne (Menzies) | 0 | 0 | 0 | 0 | 2 | 0 | X | X |   |    | 2     |

| A                           | 1 | 2 | 3 | 4 | 5 | 6 | 7 | 8 | 9 | 10 | Total |
| --------------------------- | - | - | - | - | - | - | - | - | - | -- | ----- |
| Japon (Usui)                | 0 | 1 | 0 | 0 | 0 | 2 | 0 | 2 | 2 |    | 7     |
| Grande-Bretagne (Menzies) X | 1 | 0 | 0 | 0 | 2 | 0 | 2 | 0 | 0 |    | 5     |

| B                         | 1 | 2 | 3 | 4 | 5 | 6 | 7 | 8 | 9 | 10 | Total |
| ------------------------- | - | - | - | - | - | - | - | - | - | -- | ----- |
| Italie (Mosaner) X        | 1 | 0 | 0 | 2 | 0 | 2 | 0 | 0 |   |    | 5     |
| Grande-Bretagne (Menzies) | 0 | 0 | 3 | 0 | 1 | 0 | 2 | 1 |   |    | 7     |

| D                           | 1 | 2 | 3 | 4 | 5 | 6 | 7 | 8 | 9 | 10 | Total |
| --------------------------- | - | - | - | - | - | - | - | - | - | -- | ----- |
| Grande-Bretagne (Menzies) X | 0 | 1 | 0 | 2 | 1 | 0 | 2 | X |   |    | 6     |
| Russie (Vaskov)             | 1 | 0 | 1 | 0 | 0 | 1 | 0 | X |   |    | 3     |

### Doubles mixtes
16e de finale
| C                                              | 1 | 2 | 3 | 4 | 5 | 6 | 7 | 8 | 9 | 10 | Total |
| ---------------------------------------------- | - | - | - | - | - | - | - | - | - | -- | ----- |
| Thomas Scoffin (CAN) Kelsi Heath (NZL)         | 0 | 0 | 4 | 1 | 1 | 0 | 3 | X |   |    | 9     |
| Mizuki Kitaguchi (JPN) Thomas Muirhead (GBR) X | 1 | 2 | 0 | 0 | 0 | 2 | 0 | X |   |    | 5     |

| B                                           | 1 | 2 | 3 | 4 | 5 | 6 | 7 | 8 | 9 | 10 | Total |
| ------------------------------------------- | - | - | - | - | - | - | - | - | - | -- | ----- |
| Angharad Ward (GBR) Markus Skogvold (NOR) X | 3 | 1 | 0 | 1 | 0 | 3 | 0 | 0 |   |    | 8     |
| Luke Steele (NZL) Johanna Heldin (SWE)      | 0 | 0 | 3 | 0 | 1 | 0 | 4 | 1 |   |    | 9     |

| D                                         | 1 | 2 | 3 | 4 | 5 | 6 | 7 | 8 | 9 | 10 | Total |
| ----------------------------------------- | - | - | - | - | - | - | - | - | - | -- | ----- |
| Marek Černovský (CZE) Rachel Hannen (GBR) | 0 | 2 | 1 | 2 | 0 | 0 | 2 | 1 |   |    | 8     |
| Denise Pimpini (ITA) David Weyer (NZL) X  | 2 | 0 | 0 | 0 | 2 | 1 | 0 | 0 |   |    | 5     |

| A                                           | 1 | 2 | 3 | 4 | 5 | 6 | 7 | 8 | 9 | 10 | Total |
| ------------------------------------------- | - | - | - | - | - | - | - | - | - | -- | ----- |
| Eleanor Adviento (NZL) Romano Meier (SUI) X | 2 | 0 | 1 | 0 | 1 | 0 | 3 | 0 | 0 |    | 7     |
| Duncan Menzies (GBR) Taylor Anderson (USA)  | 0 | 1 | 0 | 2 | 0 | 2 | 0 | 2 | 1 |    | 8     |

8e de finale
| B                                                  | 1 | 2 | 3 | 4 | 5 | 6 | 7 | 8 | 9 | 10 | Total |
| -------------------------------------------------- | - | - | - | - | - | - | - | - | - | -- | ----- |
| Anastasia Moskaleva (RUS) Tsukasa Horigome (JPN) X | 1 | 0 | 2 | 2 | 1 | 1 | X | X |   |    | 7     |
| Marek Černovský (CZE) Rachel Hannen (GBR)          | 0 | 1 | 0 | 0 | 0 | 0 | X | X |   |    | 1     |

| D                                            | 1 | 2 | 3 | 4 | 5 | 6 | 7 | 8 | 9 | 10 | Total |
| -------------------------------------------- | - | - | - | - | - | - | - | - | - | -- | ----- |
| Duncan Menzies (GBR) Taylor Anderson (USA) X | 1 | 0 | 0 | 2 | 1 | 0 | 0 | 2 |   |    | 6     |
| Rasmus Wranå (SWE) Kerli Zirk (EST)          | 0 | 1 | 1 | 0 | 0 | 1 | 1 | 0 |   |    | 4     |

Quart de finale
| C                                            | 1 | 2 | 3 | 4 | 5 | 6 | 7 | 8 | 9 | 10 | Total |
| -------------------------------------------- | - | - | - | - | - | - | - | - | - | -- | ----- |
| Duncan Menzies (GBR) Taylor Anderson (USA) X | 1 | 0 | 0 | 1 | 0 | 1 | 1 | 0 |   |    | 4     |
| Yoo Min-hyeon (KOR) Mako Tamakuma (JPN)      | 0 | 2 | 1 | 0 | 3 | 0 | 0 | 1 |   |    | 7     |

### Patinage artistique
Couples
| Athlète(s)                       | Épreuve | PC/DO  | PC/DO | PL/DL  | PL/DL | Total  | Total |
| Athlète(s)                       | Épreuve | Points | Rang  | Points | Rang  | Points | Rang  |
| -------------------------------- | ------- | ------ | ----- | ------ | ----- | ------ | ----- |
| Millie Paterson Edward Carstairs | Couples | 30,70  | 11    | 40,35  | 12    | 71,05  | 11    |

Mixte
| Athlètes                                                                                        | Épreuve             | Hommes | Hommes | Hommes | Femmes | Femmes | Femmes | Danse sur glace | Danse sur glace | Danse sur glace | Total  | Total |
| Athlètes                                                                                        | Épreuve             | Score  | Rang   | Points | Score  | Rang   | Points | Score           | Rang            | Points          | Points | Rang  |
| ----------------------------------------------------------------------------------------------- | ------------------- | ------ | ------ | ------ | ------ | ------ | ------ | --------------- | --------------- | --------------- | ------ | ----- |
| Équipe 1 Feodosi Efremenkov (RUS) Tina Stuerzinger (SUI) Millie Paterson/Edward Carstairs (GBR) | Trophée par équipes | 117,13 | 1      | 8      | 73,46  | 5      | 4      | 44,02           | 8               | 1               | 13     | 5     |

### Ski acrobatique
Ski half-pipe
| Athlète           | Épreuve              | Qualification | Qualification | Finale | Finale |
| Athlète           | Épreuve              | Points        | Rang          | Points | Rang   |
| ----------------- | -------------------- | ------------- | ------------- | ------ | ------ |
| Tyler Harding     | Ski half-pipe hommes | 63,50         | 8 Q           | 62,75  | 10     |
| Katie Summerhayes | Ski half-pipe femmes | 55,50         | 5 Q           | 55,00  | 5      |

### Hockey sur glace
Hommes
| Athlète(s) | Épreuve            | Qualification | Qualification | Grande finale | Grande finale |
| Athlète(s) | Épreuve            | Points        | Rang          | Points        | Rang          |
| ---------- | ------------------ | ------------- | ------------- | ------------- | ------------- |
| Lewis Hook | Concours d'agilité | 7             | 12            | Non qualifié  | Non qualifié  |

Femmes
| Athlète(s)     | Épreuve            | Qualification | Qualification | Grande finale | Grande finale |
| Athlète(s)     | Épreuve            | Points        | Rang          | Points        | Rang          |
| -------------- | ------------------ | ------------- | ------------- | ------------- | ------------- |
| Katherine Gale | Concours d'agilité | 31            | 2 Q           | 17            | 5             |

### Patinage de vitesse sur piste courte
Hommes
| Athlète      | Épreuve             | Quart de finale | Quart de finale | Demi-finale    | Demi-finale | Finale         | Finale       |
| Athlète      | Épreuve             | Temps           | Rang            | Temps          | Rang        | Temps          | Rang         |
| ------------ | ------------------- | --------------- | --------------- | -------------- | ----------- | -------------- | ------------ |
| Jack Burrows | 500 mètres hommes   | 45 s 491        | 3 qCD           | Pénalité       | Pénalité    | Non qualifié   | Non qualifié |
| Jack Burrows | 1 000 mètres hommes | 1 min 34 s 981  | 2 Q             | 1 min 33 s 700 | 3 qB        | 1 min 41 s 172 | 3            |
| Aydin Djemal | 500 mètres hommes   | 45 s 556        | 3 qCD           | 45 s721        | 1 qC        | 1 min 02 s 356 | 4            |
| Aydin Djemal | 1 000 mètres hommes | 1 min 33 s 582  | 3 qCD           | 1 min 37 s 035 | 1 qC        | 1 min 33 s 689 | 2            |

Mixte
| Athlète                                                                               | Épreuve              | Demi-finale    | Demi-finale | Finale         | Finale            |
| Athlète                                                                               | Épreuve              | Temps          | Rang        | Temps          | Rang              |
| ------------------------------------------------------------------------------------- | -------------------- | -------------- | ----------- | -------------- | ----------------- |
| Équipe B Jung Hyun Park (KOR) Xiucheng Lu (CHN) Aili Xu (CHN) Jack Burrows (GBR)      | Relais mixte par CNO | 4 min 21 s 656 | 1 Q         | 4 min 21 s 713 | 1                 |
| Équipe F Qu Chunyu (CHN) Xu Hongzhi (CHN) Mariya Dolgopolova (UKR) Aydin Djemal (GBR) | Relais mixte par CNO | 4 min 21 s 227 | 1 Q         | 4 min 24 s 665 | Médaille d'argent |

### Snowboard
Hommes
| Athlète              | Épreuve           | Qualification | Qualification | Qualification | Demi-finale | Demi-finale | Demi-finale | Finale       | Finale       | Finale       |
| Athlète              | Épreuve           | Manche 1      | Manche 2      | Rang          | Manche 1    | Manche 2    | Rang        | Manche 1     | Manche 2     | Rang         |
| -------------------- | ----------------- | ------------- | ------------- | ------------- | ----------- | ----------- | ----------- | ------------ | ------------ | ------------ |
| Lewis Courtier-Jones | Half-pipe hommes  | 46,75         | 60,00         | 7 q           | 59,75       | 41,25       | 8           | Non qualifié | Non qualifié | Non qualifié |
| Lewis Courtier-Jones | Slopestyle hommes | 68,50         | 47,75         | 7 Q           |             |             |             | 39,50        | 32,00        | 16           |